# Mühlenrecht
Das Recht für die Anlage, also den Bau, und den Betrieb von Mühlen wurde im Mittelalter als Mühlenrecht oder Mühlengerechtigkeit bezeichnet. Die Mühlen wurden durch den Mühlenfrieden in besonderem Maße geschützt.  Die Rechte und Pflichten des Müllers wurden unter anderem durch Zünfte, vor allem aber durch die Mühlenordnung geregelt, für die Gewährung des Mühlenrechts ein Mühlenzins oder Wasserlaufzins bezahlt.

## Hintergrund und Definition
Das Mühlenrecht zählte zu den Regalien (königliche Hoheitsrechte, „Mühlregal“). Das Mühlenrecht basierte auf der Grundherrschaft und dem damit verbundenen Recht zur Verfügung über den Boden und die darauf stehenden Anlagen.
Die Mühlengerechtigkeit hatten also auf ihren Hoheitsgebieten seit dem 12. Jahrhundert die Landesherren, (Groß-)Städte oder Kirchen und Klöster inne. Dieses Recht, das ihnen von ihrem König übertragen worden war, konnten sie über das Lehnswesen an andere Personen abgeben und dafür einen Mühlenzins einfordern. Die Mühlgebäude waren zumeist Lehen, die nach dem Tod der Lehensträger wieder an den Lehensherren zurückfielen.
Der Ort der Mühle war ein besonderer Rechtsraum, den der Mühlenfrieden garantierte. Für Vorfälle in der Mühle (z. B. Mord, Unfälle, Eigentumsvernichtung der Kunden durch Brände oder Diebstahl) wurden von Ort zu Ort unterschiedliche Bestimmungen erlassen. Die Schadenersatzpflichten der Müller erstreckten sich auch auf die zur Mühle gehörenden Mühlgräben und Teiche. Nutzungsrechte zur Fischerei, zum Befahren und Flößen in den Mühlgräben usw. kollidierten häufig mit dem Mühlenregal.
Eine regionale Besonderheit lag in Franken vor, wo die Erbzinsleihe gebräuchlich war, also die Mühle vom Müller direkt an seinen Nachfolger weitergegeben werden durfte. Im Westerwald war die Erbpacht im Mühlenwesen weit verbreitet.
Mit der Erweiterung und Abwandlung der Mühlentechnik für unterschiedliche Herstellungsverfahren (z. B. Gerberlohe, Schießpulver, Pappe und Papier) und die Bedürfnisse der Bergbau- und Hüttentechnik (Pochwerke, Wasserhebewerke, Hammerschmieden, Schmelzwerke) mussten entsprechende rechtliche Aspekte geregelt werden.
Ab dem 19. Jahrhundert wurde die Mühlengerechtigkeit ausdrücklich in Grundbüchern und Katastern aufgeführt.